# Paralinhomoeus uniovarium
Paralinhomoeus uniovarium är en rundmaskart som beskrevs av Suzanne I. Warwick 1970. Paralinhomoeus uniovarium ingår i släktet Paralinhomoeus och familjen Linhomoeidae. Inga underarter finns listade i Catalogue of Life.